# AHL 1978/79
Die Saison 1978/79 war die 43. reguläre Saison der American Hockey League (AHL). Während der regulären Saison bestritten die neun Teams der Liga jeweils 80 Begegnungen. Die sechs besten Mannschaften der AHL spielten anschließend in einer Play-off-Runde um den Calder Cup.

## Teamänderungen
Folgende Änderungen wurden vor Beginn der Saison vorgenommen:
- Die Hampton Gulls, die in der Vorsaison vorzeitig die Saison beendeten, nahmen den Spielbetrieb nicht wieder auf
- Die New Brunswick Hawks wurden als Expansionsteam in die Liga aufgenommen

## Reguläre Saison

### Abschlusstabellen
Abkürzungen: GP = Spiele, W = Siege, L = Niederlagen, T = Unentschieden, OTL = Niederlage nach Overtime, GF = Erzielte Tore, GA = Gegentore, Pts = Punkte

Erläuterungen: In Klammern befindet sich die Platzierung innerhalb der Conference;       = Playoff-Qualifikation,       = Division-Sieger,       = Conference-Sieger

#### Reguläre Saison
| North Division        | GP | W  | L  | T  | GF  | GA  | Pts |
| --------------------- | -- | -- | -- | -- | --- | --- | --- |
| Maine Mariners        | 80 | 45 | 22 | 13 | 350 | 252 | 103 |
| New Brunswick Hawks   | 80 | 41 | 29 | 10 | 315 | 288 | 92  |
| Nova Scotia Voyageurs | 80 | 39 | 37 | 4  | 313 | 302 | 82  |
| Springfield Indians   | 80 | 33 | 38 | 9  | 289 | 290 | 75  |

| South Division         | GP | W  | L  | T  | GF  | GA  | Pts |
| ---------------------- | -- | -- | -- | -- | --- | --- | --- |
| New Haven Nighthawks   | 80 | 46 | 25 | 9  | 346 | 271 | 101 |
| Hershey Bears          | 79 | 35 | 36 | 8  | 311 | 324 | 78  |
| Binghamton Dusters     | 79 | 32 | 42 | 5  | 300 | 320 | 69  |
| Rochester Americans    | 80 | 26 | 42 | 12 | 289 | 349 | 64  |
| Philadelphia Firebirds | 80 | 23 | 49 | 8  | 230 | 347 | 54  |

### Beste Scorer
Abkürzungen: GP = Spiele, G = Tore, A = Assists, Pts = Punkte, +/- = Plus/Minus, PIM = Strafminuten; Fett: Saisonbestwert
| Spieler         | Team                  | GP | G  | A  | Pts | PIM |
| --------------- | --------------------- | -- | -- | -- | --- | --- |
| Bernie Johnston | Maine Mariners        | 70 | 29 | 66 | 95  | 40  |
| Wayne Schaab    | Maine Mariners        | 80 | 41 | 50 | 91  | 43  |
| Kirk Bowman     | New Brunswick Hawks   | 80 | 26 | 56 | 82  | 44  |
| Bobby Sheehan   | New Haven Nighthawks  | 70 | 33 | 48 | 81  | 26  |
| Rick Meagher    | Nova Scotia Voyageurs | 79 | 35 | 46 | 81  | 57  |
| Dave Lumley     | Nova Scotia Voyageurs | 61 | 22 | 58 | 80  | 160 |
| Claude Noël     | Hershey Bears         | 76 | 30 | 50 | 80  | 27  |
| Dale Lewis      | New Haven Nighthawks  | 76 | 29 | 51 | 80  | 20  |
| Rocky Saganiuk  | New Brunswick Hawks   | 61 | 47 | 29 | 76  | 91  |
| André Peloffy   | Springfield Indians   | 77 | 28 | 48 | 76  | 138 |

## Calder-Cup-Playoffs

### Modus
Für die Play-offs qualifizierten sich die jeweils drei besten Mannschaften der North Division und der South Division. In den ersten zwei Play-off-Runden wurden die Sieger der jeweiligen Divisions ausgespielt, wobei zunächst der Zweite gegen den Dritten spielte und anschließend der Sieger aus diesem Duell in Runde zwei gegen den Erstplatzierten der regulären Saison. In Runde drei trafen die beiden Division-Sieger im Finale aufeinander. Die ersten Play-off-Runde wurde im Modus Best-of-Five ausgespielt, die zweite Play-off-Runde, sowie das Finale wurden im Modus Best-of-Seven ausgespielt.

### Play-off-Übersicht
|  | Division Halbfinale | Division Halbfinale   | Division Halbfinale |  |  | Division Finale | Division Finale       | Division Finale |  |    | Calder-Cup-Finale | Calder-Cup-Finale    | Calder-Cup-Finale |
|  |                     |                       |                     |  |  |                 |                       |                 |  |    |                   |                      |                   |
|  | North Division      | North Division        | North Division      |  |  | N1              | Maine Mariners        | 4               |  |    |                   |                      |                   |
|  | N2                  | New Brunswick Hawks   | 2                   |  |  | N3              | Nova Scotia Voyageurs | 2               |  |    |                   |                      |                   |
|  | N3                  | Nova Scotia Voyageurs | 3                   |  |  |                 |                       |                 |  | N1 | Maine Mariners    | 4                    |                   |
|  |                     |                       |                     |  |  |                 |                       |                 |  |    | S1                | New Haven Nighthawks | 0                 |
|  | South Division      | South Division        | South Division      |  |  | S1              | New Haven Nighthawks  | 4               |  |    |                   |                      |                   |
|  | S2                  | Hershey Bears         | 1                   |  |  | S3              | Binghamton Dusters    | 2               |  |    |                   |                      |                   |
|  | S3                  | Binghamton Dusters    | 3                   |  |  |                 |                       |                 |  |    |                   |                      |                   |

### Calder-Cup-Sieger
| Calder-Cup-Sieger Maine Mariners | Torhüter: Yves Guillemette, Robbie Moore, Pete Peeters Verteidiger: Reid Bailey, Norm Barnes, Glen Cochrane, Terry Murray, Dennis Patterson Angreifer: Mike Busniuk, Gordie Clark, Jim Cunningham, Barry Dean, Paul Evans, Dave Faulkner, Bernie Johnston, Danny Lucas, Gary Morrison, John Paddock, Yves Preston, Wayne Schaab, Mike Simurda Cheftrainer: Bob McCammon General Manager: Keith Allen |

## Vergebene Trophäen

### Mannschaftstrophäen
| Auszeichnung                                                             | Team                 |
| ------------------------------------------------------------------------ | -------------------- |
| Calder Cup Gewinner der AHL-Playoffs                                     | Maine Mariners       |
| F. G. „Teddy“ Oke Trophy Bestes Team der North Division, Reguläre Saison | Maine Mariners       |
| John D. Chick Trophy Bestes Team der South Division, Reguläre Saison     | New Haven Nighthawks |

### Individuelle Trophäen
| Auszeichnung                                                                                    | Spieler          | Team                 |
| ----------------------------------------------------------------------------------------------- | ---------------- | -------------------- |
| Les Cunningham Award MVP der regulären Saison                                                   | Rocky Saganiuk   | New Brunswick Hawks  |
| John B. Sollenberger Trophy Bester Scorer                                                       | Bernie Johnston  | Maine Mariners       |
| Dudley „Red“ Garrett Memorial Award Bester Rookie                                               | Mike Meeker      | Binghamton Dusters   |
| Eddie Shore Award Bester Verteidiger                                                            | Terry Murray     | Maine Mariners       |
| Harry „Hap“ Holmes Memorial Award Torhüter mit dem geringsten Gegentorschnitt                   | Robbie Moore     | Maine Mariners       |
| Harry „Hap“ Holmes Memorial Award Torhüter mit dem geringsten Gegentorschnitt                   | Pete Peeters     | Maine Mariners       |
| Louis A. R. Pieri Memorial Award Bester Trainer                                                 | Parker MacDonald | New Haven Nighthawks |
| Fred T. Hunt Memorial Award Für den Spieler, der durch Fairness, Einsatz und Hingabe herausragt | Bernie Johnston  | Maine Mariners       |